# Beira-Lobito-Highway
Der Beira-Lobito-Highway (englisch: Beira-Lobito Highway) ist Nr. 9 der Trans-African Highways, die von der Wirtschaftskommission für Afrika (UNECA), der Afrikanischen Entwicklungsbank (ADB) und der Afrikanischen Union entwickelt werden. Die Route hat eine Länge von 3523 km und durchzieht Angola, den südlichsten Teil der Demokratischen Republik Kongo, Sambia, Simbabwe und das mittlere Mosambik.
In den südöstlichen Streckenabschnitten ist die Straße größtenteils ohne wesentliche Schwierigkeiten befahrbar, da sie asphaltierte Nationalstraßen in Sambia, Simbabwe und Mosambik nutzt. Die westliche Hälfte aber, die durch den größten Teil Angolas und die Volksrepublik Kongo führt, besteht aus unbefestigten Straßenabschnitten und früher asphaltierten Fahrbahnen, die dringend einer umfassenden Sanierung bedürfen.
Die Route verbindet Bergbauregionen in der Demokratischen Republik Kongo, Sambia und Simbabwe und landwirtschaftliche Gebiete in Angola, Sambia und Simbabwe mit den Seehäfen Lobito am Atlantik und Beira am Indischen Ozean. Bürgerkriege in Angola, der Demokratischen Republik Kongo, Simbabwe und Mosambik haben in der Vergangenheit die Entwicklung dieser Fernstraße behindert, zuletzt in der Demokratischen Republik Kongo und in Angola, die beide mit dem Wiederaufbau beschäftigt sind.
Die Straßenroute wird auf dem größten Teil ihres Weges von einer Eisenbahnlinie begleitet, mit Ausnahme der Strecke von Kafue nach Harare. Diese wurde allerdings ebenfalls durch Bürgerkriegseinwirkung beschädigt, sodass ihre westliche Hälfte, die Benguelabahn, zurzeit nicht betrieben wird.
Zwischen Kapiri Mposhi und Kafue in Sambia entspricht der Routenverlauf dem des Kairo-Kapstadt-Highways (TAH 4).
Wenn sie fertiggestellt ist, wird dies die südlichste Fernstraße des Trans-African-Highway-Netzes, die den Kontinent von Ost nach West durchzieht. Darüber hinaus bieten regionale Fernstraßen, die von der Southern African Development Community gebaut wurden, bereits gut funktionierende und durchgehend asphaltierte Alternativen, insbesondere der Trans-Caprivi-Highway vom Seehafen Walvis Bay in Namibia über die weiter südlich liegende Verbindung durch Botswana und Südafrika zum Seehafen Maputo in südlichen Mosambik.